# Atanyjoppa sumatrana
Atanyjoppa sumatrana är en stekelart som beskrevs av Heinrich 1968. Atanyjoppa sumatrana ingår i släktet Atanyjoppa och familjen brokparasitsteklar. Inga underarter finns listade.